# Courlans
Courlans és un municipi francès situat al departament del Jura i a la regió de Borgonya - Franc Comtat. L'any 2019 tenia 923 habitants.

## Demografia

### Població
El 2007 la població de fet de Courlans era de 956 persones. Hi havia 337 famílies de les quals 62 eren unipersonals (27 homes vivint sols i 35 dones vivint soles), 116 parelles sense fills, 136 parelles amb fills i 23 famílies monoparentals amb fills.
La població ha evolucionat segons el següent gràfic:
Habitants censats

### Habitatges
El 2007 hi havia 368 habitatges, 349 eren l'habitatge principal de la família, 3 eren segones residències i 16 estaven desocupats. 310 eren cases i 56 eren apartaments. Dels 349 habitatges principals, 237 estaven ocupats pels seus propietaris, 105 estaven llogats i ocupats pels llogaters i 8 estaven cedits a títol gratuït; 1 tenia una cambra, 14 en tenien dues, 31 en tenien tres, 103 en tenien quatre i 201 en tenien cinc o més. 304 habitatges disposaven pel capbaix d'una plaça de pàrquing. A 130 habitatges hi havia un automòbil i a 201 n'hi havia dos o més.

### Piràmide de població
La piràmide de població per edats i sexe el 2009 era:
| Homes | Edats   | Dones |
| ----- | ------- | ----- |
| 0     | 95 o +  | 0     |
| 4     | 90 a 94 | 0     |
| 8     | 85 a 89 | 4     |
| 0     | 80 a 84 | 8     |
| 12    | 75 a 79 | 16    |
| 20    | 70 a 74 | 20    |
| 16    | 65 a 69 | 12    |
| 12    | 60 a 64 | 16    |
| 12    | 55 a 59 | 8     |
| 56    | 50 a 54 | 28    |
| 32    | 45 a 49 | 56    |
| 16    | 40 a 44 | 12    |
| 12    | 35 a 39 | 28    |
| 28    | 30 a 34 | 20    |
| 36    | 25 a 29 | 24    |
| 20    | 20 a 24 | 28    |
| 20    | 15 a 19 | 16    |
| 20    | 10 a 14 | 12    |
| 24    | 5 a 9   | 12    |
| 32    | 0 a 4   | 24    |

## Economia
El 2007 la població en edat de treballar era de 608 persones, 440 eren actives i 168 eren inactives. De les 440 persones actives 412 estaven ocupades (218 homes i 194 dones) i 28 estaven aturades (12 homes i 16 dones). De les 168 persones inactives 81 estaven jubilades, 51 estaven estudiant i 36 estaven classificades com a «altres inactius».

### Ingressos
El 2009 a Courlans hi havia 348 unitats fiscals que integraven 927,5 persones, la mediana anual d'ingressos fiscals per persona era de 17.171 €.

### Activitats econòmiques
Dels 35 establiments que hi havia el 2007, 1 era d'una empresa extractiva, 1 d'una empresa alimentària, 6 d'empreses de fabricació d'altres productes industrials, 4 d'empreses de construcció, 15 d'empreses de comerç i reparació d'automòbils, 2 d'empreses d'hostatgeria i restauració, 2 d'empreses immobiliàries, 2 d'empreses de serveis, 1 d'una entitat de l'administració pública i 1 d'una empresa classificada com a «altres activitats de serveis».
Dels 5 establiments de servei als particulars que hi havia el 2009, 2 eren tallers de reparació d'automòbils i de material agrícola, 2 fusteries i 1 restaurant.
Dels 4 establiments comercials que hi havia el 2009, 1 era una botiga de més de 120 m², 1 una botiga de menys de 120 m², 1 una botiga d'electrodomèstics i 1 una botiga de mobles.
L'any 2000 a Courlans hi havia 10 explotacions agrícoles.

## Equipaments sanitaris i escolars
El 2009 hi havia una escola elemental.

## Poblacions més properes
El següent diagrama mostra les poblacions més properes.